# Hrdlív
Hrdlív település Csehországban, a Kladnói járásban. Hrdlív Třebichovice, Slaný és Smečno településekkel határos. Lakosainak száma 518 fő (2024. január 1.).

## Népesség
A település lakosságának változását az alábbi diagram mutatja:
| Lakosok száma | 94   | 168  | 337  | 385  | 398  | 392  | 511  | 498  | 508  | 518  |
|               | 1869 | 1890 | 1921 | 1950 | 1980 | 2001 | 2017 | 2019 | 2022 | 2024 |